# سلاح الجو واحد

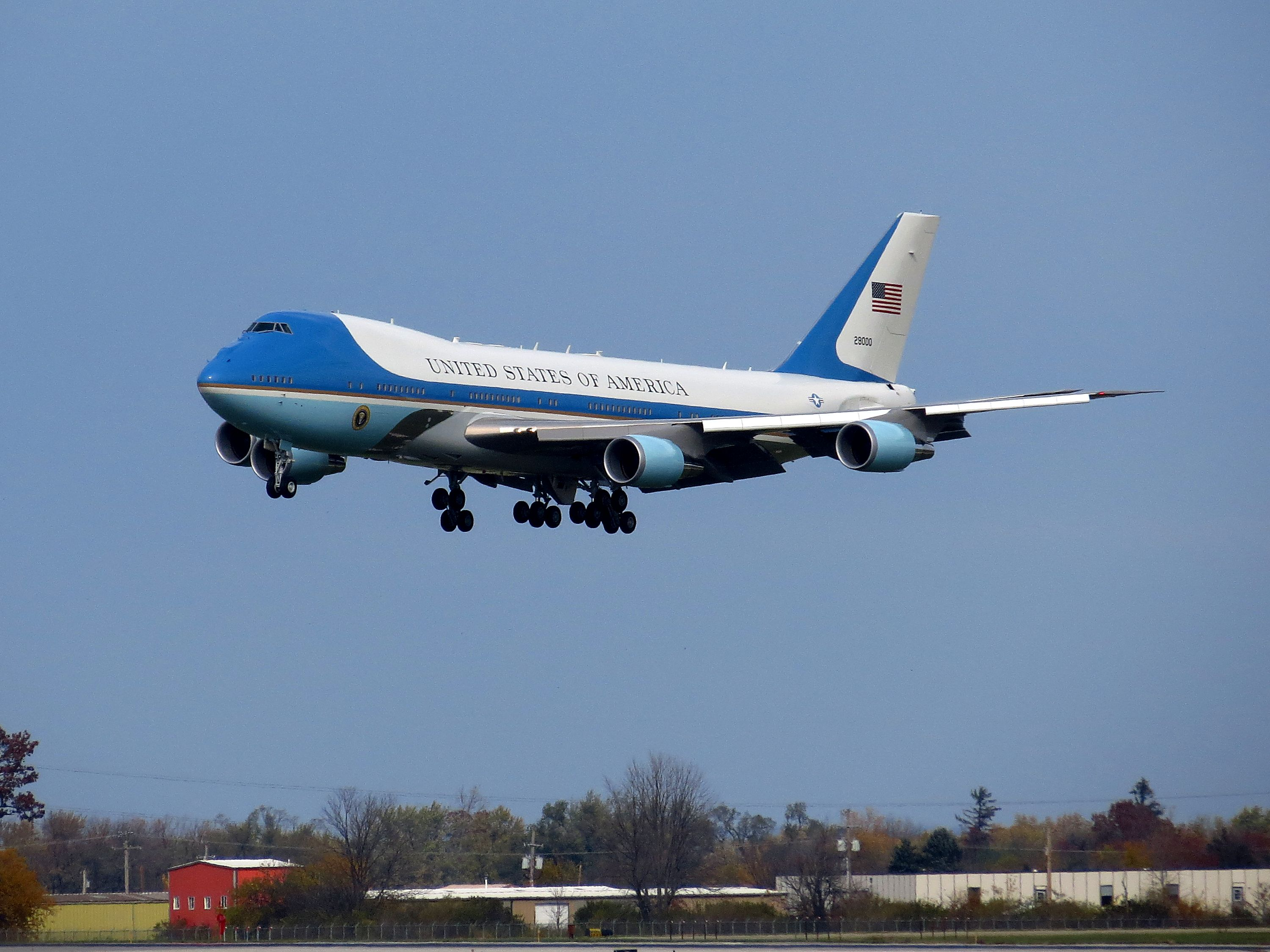
سام 29000، أحد اثنين من في سي-25 المستخدمة كطائرة الرئاسة، تقترب من مطار جيمس إم كوكس دايتون الدولي، أكتوبر 2012

طائرة الرئاسة (Air Force One) هي علامة النداء الرسمية المخصصة لمراقبة الحركة الجوية لطائرة تابعة لسلاح الجو الأمريكي تحمل رئيس الولايات المتحدة. في اللغة الشائعة، يستخدم المصطلح للإشارة إلى طائرات القوات الجوية الأمريكية التي تم تعديلها واستخدامها لنقل الرئيس ومرادف للطائرة الرئاسية الأساسية، في سي-25، على الرغم من أنه يمكن استخدامه للإشارة إلى أي طائرة تابعة للقوات الجوية يسافر الرئيس عليها.
نشأت فكرة تعيين طائرات عسكرية محددة لنقل الرئيس خلال الحرب العالمية الثانية عندما كان المستشارون العسكريون في وزارة الحرب قلقين بشأن مخاطر استخدام شركات الطيران التجارية للسفر الرئاسي. تم بعد ذلك تحويل طائرة سي-54 سكاي ماستر للاستخدام الرئاسي؛ أطلق عليها اسم البقرة المقدسة، وقد حملت الرئيس فرانكلين روزفلت إلى مؤتمر يالطا في فبراير 1945 واستخدمها الرئيس هاري إس ترومان لمدة عامين آخرين. 
تم إنشاء رمز النداء ("Air Force One") في عام 1953، بعد أن دخلت لوكهيد كونستليشن التي تحمل الرئيس دوايت أيزنهاور نفس المجال الجوي لرحلة طيران تجارية باستخدام نفس رقم الرحلة. منذ إدخال سام 26000 في عام 1962، حملت الطائرة الرئاسية الأساسية الزخرفة المميزة التي صممها ريموند لوي.
تضمنت الطائرات الأخرى التي تم تصنيفها على أنها طائرة الرئاسة، لوكهيد كونستليشن أخرى، «كولومبين الثالث» (Columbine III)، وثلاث طائرات بوينغ 707، تم تقديمها في الستينيات والسبعينيات، وطائرة بوينغ في سي-25إيه الحالية. منذ عام 1990، كان الأسطول الرئاسي يتألف من طائرتين من طراز بوينغ 747-200B (VC-25A) مخصصتين للغاية. أمرت القوات الجوية الأمريكية بطائرتين من طراز بوينغ 747-8 لتعمل كطائرة رئاسية تالية تحمل التصنيف (VC-25B).

## تاريخ

### خلفية

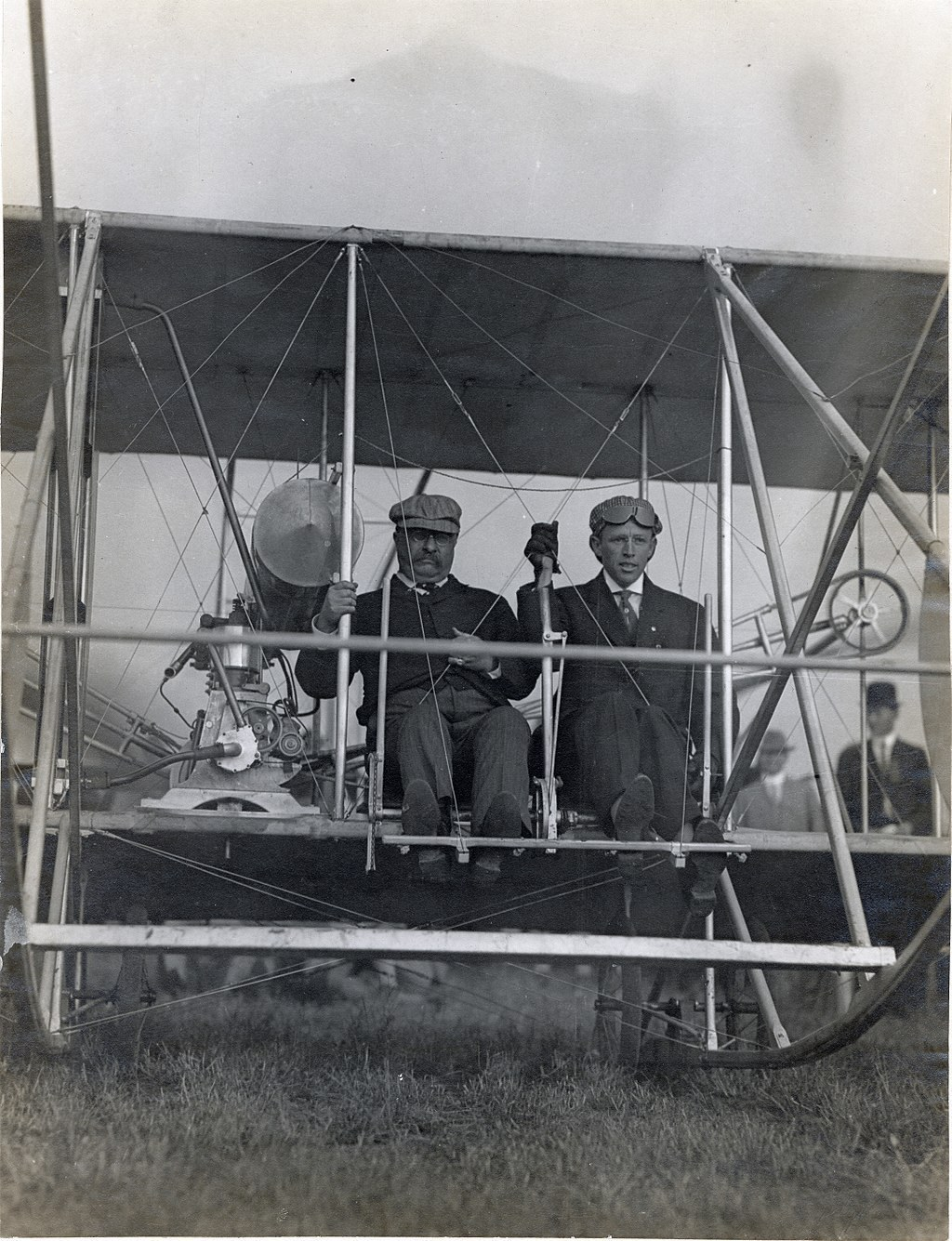
تيودور روزفلت والطيار أرش هوكسي قبل رحلتهما من سانت لويس في أكتوبر 1910

في 11 أكتوبر 1910، أصبح ثيودور روزفلت أول رئيس للولايات المتحدة يطير على متن طائرة، وهو أحد رواد رايت فلاير من كينلوش فيلد بالقرب من سانت لويس بولاية ميسوري. لم يعد في منصبه في ذلك الوقت، بعد أن خلفه ويليام هوارد تافت. كانت المناسبة التي سجلت الرقم القياسي عبارة عن تحليق قصير للحشد في معرض المقاطعة، لكنها كانت مع ذلك بداية السفر الجوي الرئاسي.

### أول طائرة رئاسية
كان فرانكلين دي روزفلت أول رئيس يطير على متن طائرة أثناء وجوده في منصبه. كانت أول طائرة تم الحصول عليها خصيصًا للسفر الرئاسي هي طائرة دوغلاس دولفين البرمائية التي تم تسليمها في عام 1933 والتي حددتها البحرية الأمريكية (RD-2) ومقرها في القاعدة البحرية في أناكوستيا دي سي. تم تعديل دولفين بمفروشات فاخرة لأربعة ركاب وحجرة نوم منفصلة صغيرة. ظلت الطائرة في الخدمة كوسيلة نقل رئاسية من عام 1933 حتى عام 1939. ومع ذلك، لا توجد تقارير حول ما إذا كان الرئيس قد طار بالفعل على متن الطائرة. خلال الحرب العالمية الثانية، سافر روزفلت على متن «ديكسي كليبر» (Dixie Clipper)، وهي طائرة بوينغ 314 مأهولة بطاقم من بان ام إلى مؤتمر الدار البيضاء عام 1943 في المغرب، وهي رحلة غطت 5500 ميل (8890 ميلاً). كم) في ثلاث مراحل. التهديد من الغواصات الألمانية طوال معركة المحيط الأطلسي جعل السفر الجوي الطريقة المفضلة لنقل الشخصيات المهمة عبر المحيط الأطلسي.

طائرة الرئيس فرانكلين دي روزفلت دوغلاس سي 54 سكاي ماستر، الملقبة بـ «البقرة المقدسة» (Sacred Cow)

قلقًا بشأن الاعتماد على شركات الطيران التجارية لنقل الرئيس، أمر مسؤولون في القوات الجوية للجيش الأمريكي، سلف القوات الجوية الأمريكية، بتحويل طائرة عسكرية لاستيعاب الاحتياجات الخاصة للقائد العام. كانت أول طائرة مخصصة مقترحة للاستخدام الرئاسي هي طائرة النقل (C-87A) لكبار الشخصيات. تم تعديل هذه الطائرة، رقم (41-24159)، في عام 1943 لاستخدامها كوسيلة نقل رئاسية لكبار الشخصيات، (Guess Where II)، وكان الغرض منها نقل الرئيس فرانكلين دي روزفلت في رحلات دولية. لو تم قبولها، لكانت أول طائرة تستخدم في الخدمة الرئاسية. ومع ذلك، بعد مراجعة سجل السلامة المثير للجدل في (C-87) في الخدمة، رفضت الخدمة السرية رفضًا قاطعًا الموافقة على (Guess Where II) للنقل الرئاسي. نظرًا لأن (C-87) كانت مشتقًا من قاذفة كونسوليداتيد بي-24 ليبراتور، فقد قدمت انطباعات هجومية قوية للطائرات المقاتلة المعادية وكذلك الوجهات الأجنبية التي تمت زيارتها، وهي مشكلة غير موجودة مع الطائرات التي تم استخدامها فقط للنقل. تم استخدام (Guess Where II) لنقل كبار أعضاء إدارة روزفلت في رحلات مختلفة. في مارس 1944، نقلت إليانور روزفلت في جولة ودية في العديد من دول أمريكا اللاتينية. تم إلغاء (C-87) في عام 1945.
أعادت الخدمة السرية فيما بعد تشكيل طائرة دوغلاس سي-54 سكاي ماستر لواجب النقل الرئاسي. تضمنت طائرة (VC-54C)، الملقبة بـ «البقرة المقدسة» (Sacred Cow)، منطقة نوم وهاتف لاسلكي ومصعد يعمل بالبطارية قابل للسحب لرفع روزفلت في كرسيه المتحرك. كما تم تعديله، تم استخدام (VC-54C) من قبل الرئيس روزفلت مرة واحدة فقط قبل وفاته، في رحلته إلى مؤتمر يالطا في فبراير 1945.

### أواخر الأربعينيات والخمسينيات

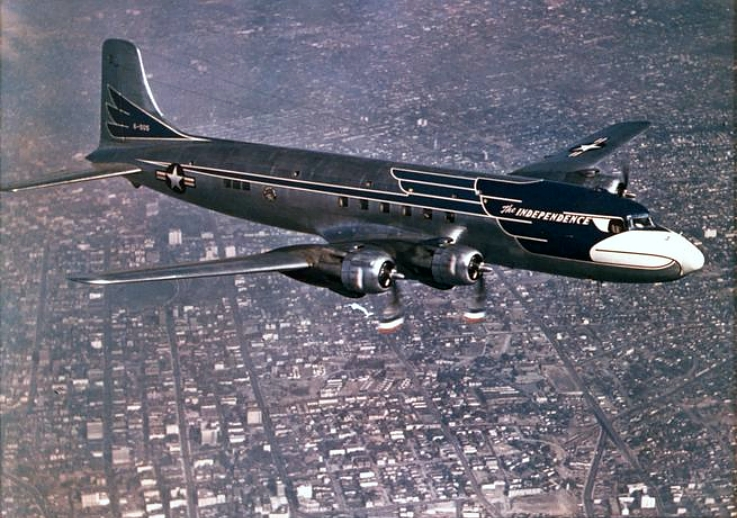
تم استخدام (VC-118 Independence) بشكل أساسي من قبل الرئيس ترومان

تم التوقيع على قانون الأمن القومي لعام 1947، التشريع الذي أنشأ القوات الجوية الأمريكية، من قبل الرئيس هاري إس ترومان أثناء وجوده على متن (VC-54C). استبدلت (VC-54C) في عام 1947 بطائرة سي-118 لفتماستر المعدلة، والتي سماها بـ إنديبندنس «الاستقلال» (Independence) على اسم المدينة التي نشأ بها في ولاية ميزوري. تم إعطاؤه مظهر خارجي مميز، حيث رسم أنفه على شكل رأس نسر أصلع. الطائرة، التي تضمنت غرفة فاخرة في الجزء الخلفي من جسم الطائرة ومقصورة رئيسية يمكن أن تتسع لـ 24 راكبًا أو يمكن أن تتسع إلى 12 مضجعًا للنوم، موجودة الآن في المتحف الوطني للقوات الجوية الأمريكية في دايتون، أوهايو.

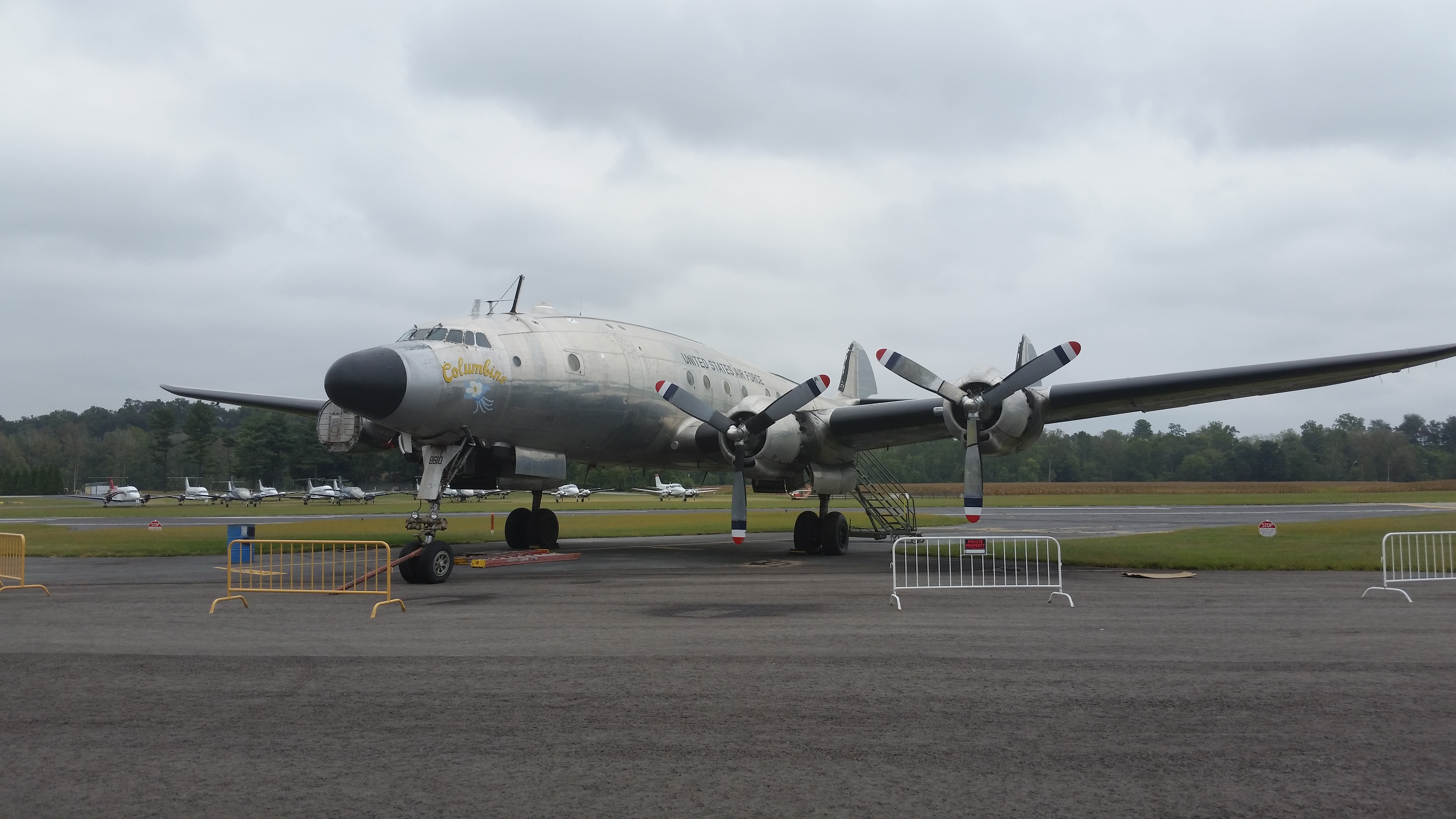
VC-121 كولومبين الثاني التي استخدمها الرئيس أيزنهاور (يظهر أثناء خضوعه لعملية ترميم في عام 2016)

قدم أيزنهاور أربع طائرات مدفوعة بالمرواح إلى الخدمة الرئاسية. تضمنت هذه المجموعة كوكبتين من طراز لوكهيد سي-121، وطائرة كولومبين الثانية (Columbine II) (VC-121A 48-610) وكولومبين الثالث (VC-121E 53-7885). تم تسميتهم من قبل السيدة الأولى مامي أيزنهاور لكولومبين، الزهرة الرسمية لولاية كولورادو التي تم تبنيها. بالإضافة إلى ذلك، تم إضافة اثنين من قادة الطائرات إلى الأسطول.
كولومبين 2 هي أول طائرة تحمل رمز النداء (Air Force One). تم تحديد هذا التصنيف للطائرة التابعة للقوات الجوية الأمريكية التي تحمل الرئيس الحالي بعد حادثة وقعت في عام 1953، عندما عبرت الخطوط الجوية الشرقية (8610)، وهي رحلة تجارية، مساراتها مع (Air Force 8610)، التي كانت تقل الرئيس أيزنهاور. تم استخدام التعيين في البداية بشكل غير رسمي، وأصبح رسميًا في عام 1962.

### طائرات بوينغ 707 والدخول إلى عصر النفاثات
قرب نهاية ولاية أيزنهاور الثانية، علق وزير الخارجية جون فوستر دالاس على أن رئيس الوزراء السوفيتي نيكيتا خروتشوف وغيره من كبار المسؤولين السوفييت قد بدأوا في استخدام طائرة توبوليف تو-114 المتقدمة تقنيًا والأسرع في عصرها في رحلاتهم، ولم يعد من الكرامة للرئيس أن يطير في طائرة مدفوعة بالمرواح. مهد ذلك الطريق للمشتريات الأولية للقوات الجوية من 3 طائرات بوينغ 707-120 (VC-137A)، محددة بتسمية (سام) أختصاراً لـ (Special Air Missions) والتي تعني (مهمات جوية خاصة) وبأرقام970 و 971 و 972.
مكنت تقنية الطائرات عالية السرعة المدمجة في هذه الطائرات الرؤساء من أيزنهاور وحتى نيكسون من السفر لمسافات طويلة بسرعة أكبر لعقد اجتماعات وجهًا لوجه مع قادة العالم. ثم استخدم نائب الرئيس ريتشارد نيكسون لأول مرة (VC-137A) في زيارته لروسيا في يوليو 1959 لحضور «مناظرات المطبخ»، وحلق أيزنهاور على متن (سام 970) خلال جولة النوايا الحسنة «رحلة إلى السلام» في ديسمبر 1959. زار 11 دولة آسيوية، وحلقت 22,000 ميل (35,000 كـم) في 19 يومًا، أي أسرع بضعفين لتلك المسافة التي تقطع عبر استخدام إحدى طائرات كولومبين.
أعيد تصميم (سام 970) إلى (سام 972) عندما تم تخفيضه من دورهم الرئاسي عند تسليم سام 26000 ورسمه في طلاء ريموند لوي الثانوي المصمم للطائرة الرئاسية الثانية وطائرات (VIP) أخرى غير رئاسية. يتم عرض (سام 970) الآن في متحف الطيران في سياتل، واشنطن. يُعرض (سام 971)، الذي اشتهرت به أكثر من غيرها لاستخدامه في إعادة الرهائن الأمريكيين المحتجزين خلال أزمة الرهائن الإيرانية في عام 1981، في متحف بيما للطيران والفضاء في توكسون، أريزونا. تم إلغاء (سام 972) في أكتوبر 1996.

#### تصميم كسوة ريموند لوي
عند انتخاب كينيدي في عام 1960، ورث (VC-137A) من أيزنهاور. إدراكًا منه أن (VC-137C) المبني خصيصًا والمخصص للاستخدام الرئاسي قد تم تخصيصه ولكن لم يكتمل بعد، اتصل بالمصمم الصناعي الأمريكي الفرنسي المولد ريموند لوي للمساعدة في تصميم كسوة وديكورات داخلية جديدة لـ (VC-137) بحسب توصية زوجته، جاكلين كينيدي.
قال فون هارديستي، مؤرخ إير فورس ون وأمين سميثسونيان السابق في مقابلة مع شبكة سي إن إن، إن لوف رأى «سام 970» واشتكى إلى صديق في البيت الأبيض من أنها «ذات أنف برتقالي متوهج وتشبه إلى حد كبير طائرة عسكرية». عرض على كينيدي خدمات استشارات التصميم الخاصة به دون فرض رسوم.
اختار كينيدي تصميمًا باللونين الأحمر والذهبي من إحدى رسومات المفهوم الأولية لـريموند لوي، وطلب منه تقديم التصميم بالكامل باللون الأزرق. استلهم لوي أيضًا من النسخة الأولى المطبوعة من إعلان استقلال الولايات المتحدة، مما يشير إلى أسطورة «الولايات المتحدة الأمريكية» (United States of America) المتباعدة على نطاق واسع والأحرف الكبيرة في محرف كاسلون. اختار أن يعرض جسم الطائرة المصقول من الألمنيوم على الجانب السفلي واستخدم لونين أزرق - ستيل أزرق   المرتبطة بالجمهورية المبكرة والرئاسة، والمياه الزرقاء المعاصرة   لتمثيل أمريكا المتجذرة في الماضي وتطير في المستقبل بلا هوادة. تمت إضافة الختم الرئاسي على جانبي جسم الطائرة بالقرب من الأنف، وتم رسم علم أمريكي كبير على الذيل. حاز عمل لوي على إشادة فورية من الرئيس والصحافة. اقترح خط الغش صورة أنيقة وأفقية تعكس تفاؤل أمريكا في عصر الطائرات النفاثة وازدهار تلك الحقبة، وهي اليوم تدل على تراثها وتقاليدها.
منذ ذلك الحين، تم تكييف كسوة ريموند لوي للطائرة (VC-137C) مع (VC-25A) الأكبر عندما دخلت الخدمة في عام 1990، ولا يزال الاختلاف الثانوي (بدون خط الغش الأزرق الداكن والغطاء فوق قمرة القيادة) قيد الاستخدام على طائراتسلاح الجو الأمريكي سي-40، سي-37 وسي-32 وسي-20 في تكوينات (VIP) القياسية (غير الرئاسية). يمكن رؤية مخطط الطلاء الرئاسي في يونيون باسيفيك 4141، القاطرة المستخدمة في قطار جنازة جورج بوش الأب.

#### سام 26000

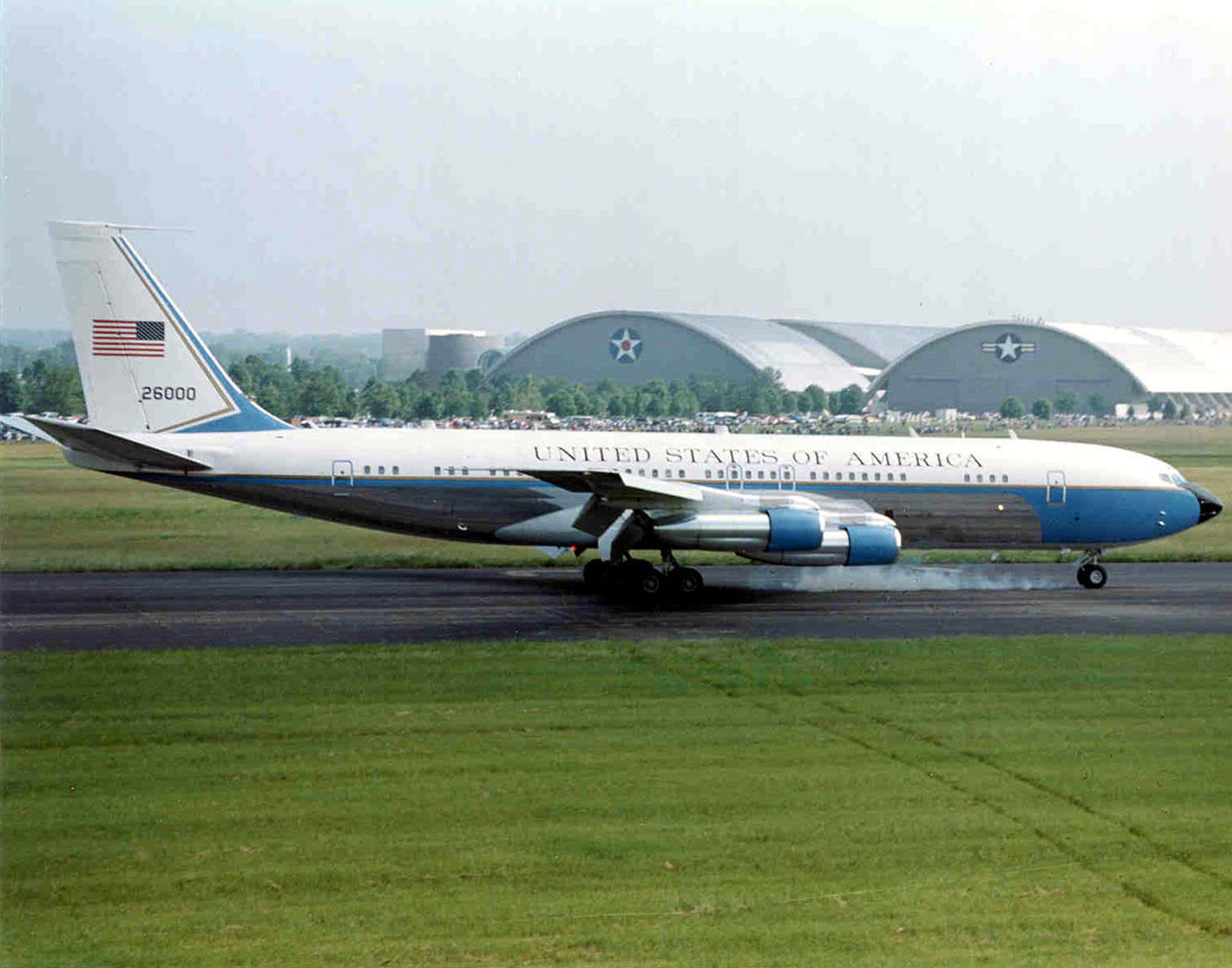
خدمت سام 26000 كينيدي إلى كلينتون (كما هو موضح في كسوة AF2)

في ولاية الرئيس جون إف كينيدي، دخلت الرحلات الجوية الرئاسية عصر الطائرات النفاثة. على الرغم من أنه كان بإمكانه استخدام طائرات عصر أيزنهاور للرحلات إلى كندا وفرنسا والنمسا والمملكة المتحدة، إلا أنه عندما تولى منصبه، كانت طائرته المحلية الأساسية مروحية من نوع دوغلاس في سي-118إيه ليفتماستر. في أكتوبر 1962، تم تسليم طائرة بوينغ في سي-137 سي ستراتولاينر سام 26000 بعيدة المدى المعدلة، والتي تتميز بكسوة صممها ريموند لوي، وأصبحت على الفور عنصرًا مهمًا في وعلامة لإدارة كينيدي.
كانت سام 26000 في الخدمة من عام 1962 إلى عام 1998، حيث خدمت الرؤساء كينيدي إلى كلينتون. في 22 نوفمبر 1963، حملت طائرة سام 26000 الرئيس كينيدي إلى دالاس، تكساس، حيث كانت بمثابة الخلفية حيث استقبلت عائلة كينيدي المهنئين في لاف فيلد في دالاس. في وقت لاحق من بعد ظهر ذلك اليوم، اغتيل كينيدي، وتولى نائب الرئيس ليندون جونسون منصب الرئيس وأدى اليمين الدستورية على متن الطائرة سام 26000. بناء على أوامر جونسون، نقلت الطائرة جثة كينيدي إلى واشنطن. بعد عقد من الزمان، نقل سام 26000 جثة جونسون إلى منزله في تكساس بعد جنازته الرسمية في واشنطن.

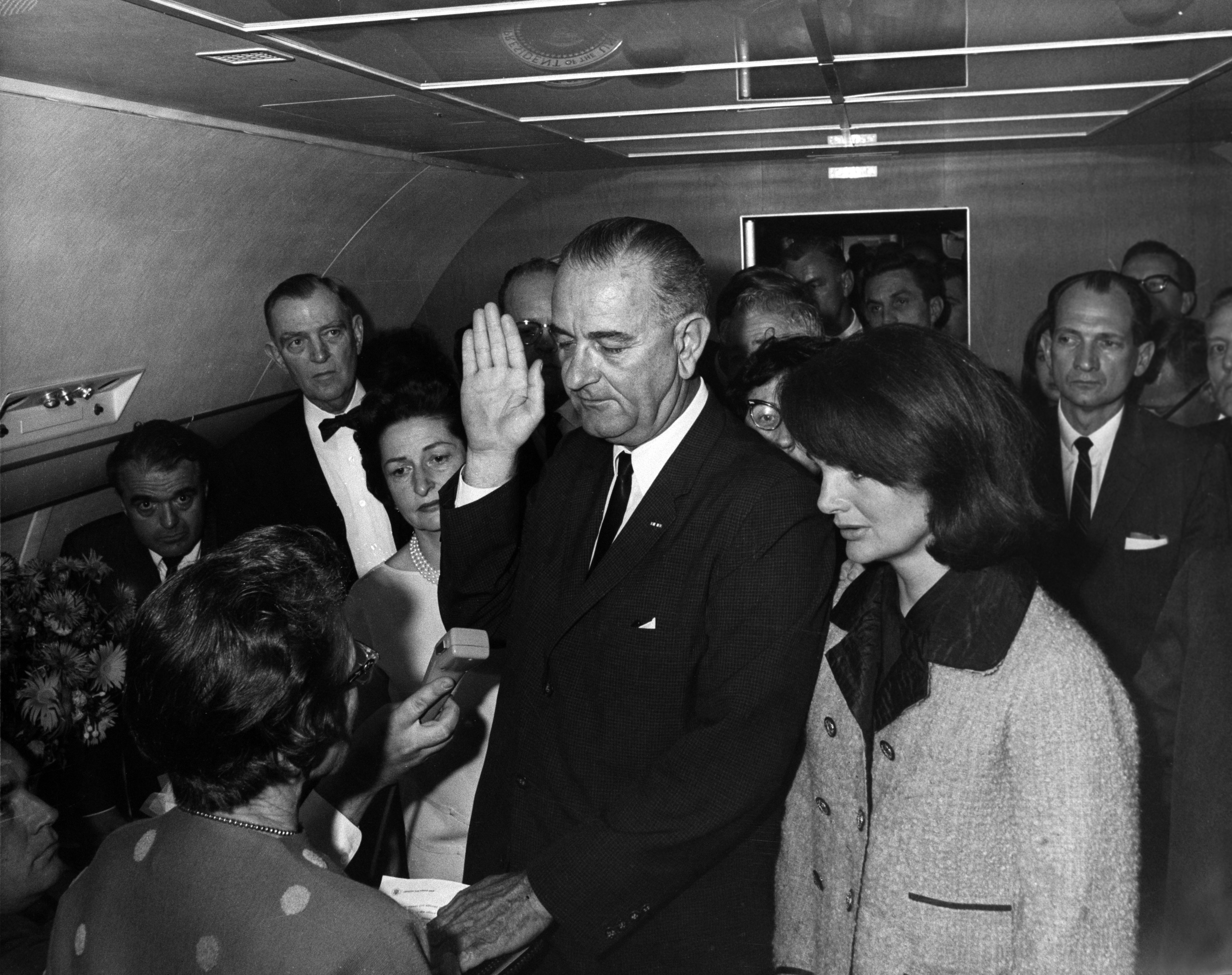
نائب الرئيس ليندون جونسون يؤدي اليمين الدستورية كرئيس على متن طائرة سام 26000 بعد وفاة جون كينيدي.

لا تملك القوات الجوية عادة طائرات مقاتلة ترافق الطائرات الرئاسية فوق الولايات المتحدة ولكن ذلك حدث. جاءت الحالة الأولى خلال الجنازة الرسمية لجون ف. كينيدي عندما تبعها 50 مقاتلاً (20 من القوات البحرية و 30 من القوات الجوية)، يمثلون دول الاتحاد.
استخدم جونسون سام 26000 للسفر على نطاق واسع محليًا وزيارة القوات في جنوب فيتنام خلال حرب فيتنام. خدمت سام 26000 الرئيس نيكسون في العديد من الرحلات الخارجية الرائدة، بما في ذلك زيارته الشهيرة إلى جمهورية الصين الشعبية في فبراير 1972 ورحلته إلى الاتحاد السوفيتي في وقت لاحق من ذلك العام، وكلاهما أول مرة لرئيس أمريكي. أطلق نيكسون على الطائرة اسم «روح 76» تكريماً للذكرى المئوية الثانية للولايات المتحدة. تم رسم هذا الشعار على جانبي مقدمة الطائرة.

#### سام 27000

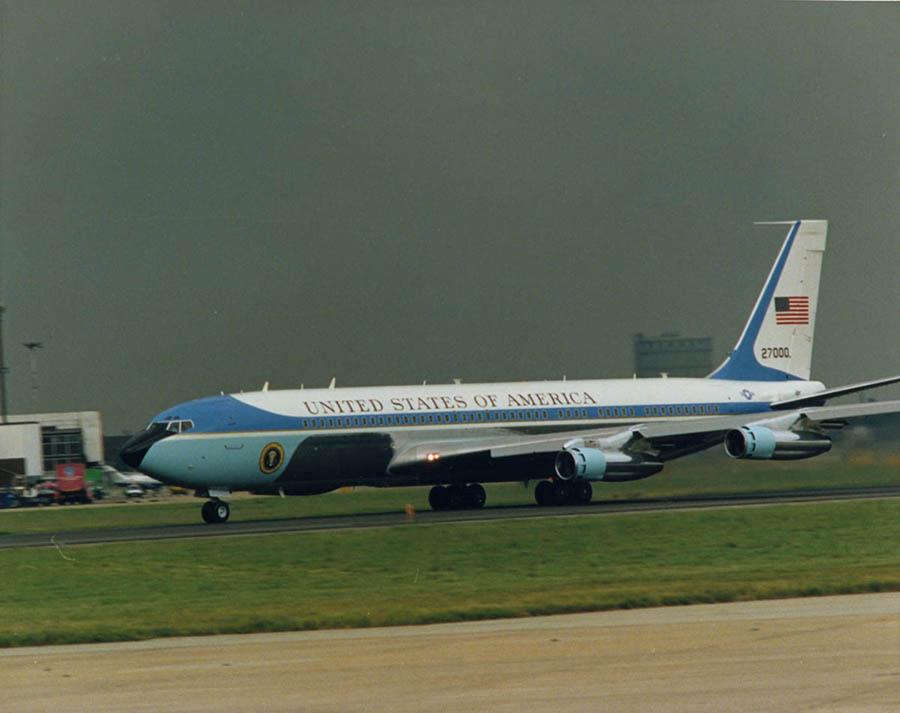
خدمت سام 27000 الرؤساء نيكسون لجورج دبليو بوش.

تم استبدال سام 26000 في ديسمبر 1972 بـ VC-137C آخر، المهمة الجوية الخاصة 27000، على الرغم من أن سام 26000 قد هبط إلى وضع VIP غير رئاسي (وأعيد طلاؤه بدون الغطاء الأزرق الغامق وخط الغش)، فقد كان بمثابة نسخة احتياطية لـ سام 27000 حتى تم تقاعده أخيرًا في عام 1998.
في يونيو 1974، بينما كان الرئيس نيكسون في طريقه إلى محطة توقف مقررة في سوريا، اعترضت الطائرات المقاتلة السورية طائرة الرئاسة لتعمل كمرافقة. ومع ذلك، لم يتم إبلاغ طاقم الطائرة الرئاسية مسبقًا، ونتيجة لذلك، اتخذوا إجراءات مراوغة بما في ذلك الغوص.
بعد الإعلان عن نيته في الاستقالة من الرئاسة، استقل نيكسون سام 27000 (مع علامة النداء "Air Force One") للسفر إلى كاليفورنيا. روى الكولونيل رالف ألبرتازي، طيار طائرة الرئاسة آنذاك، أنه بعد أداء جيرالد فورد اليمين كرئيس، كان لا بد من إعادة تسمية الطائرة باسم سام 27000، مما يشير إلى عدم وجود رئيس على متن الطائرة. عبر جيفرسون سيتي بولاية ميسوري، أرسل ألبرتازي إذاعيًا: «كانزاس سيتي، كانت طائرة الرئاسة. هل ستقوم بتغيير إشارة الاتصال إلى» سام" Sierra Alpha Mike (SAM) 27000؟ " جاء الرد: «روجر، سييرا ألفا مايك 27000. حظا سعيدا للرئيس.»

### بوينغ VC-25A

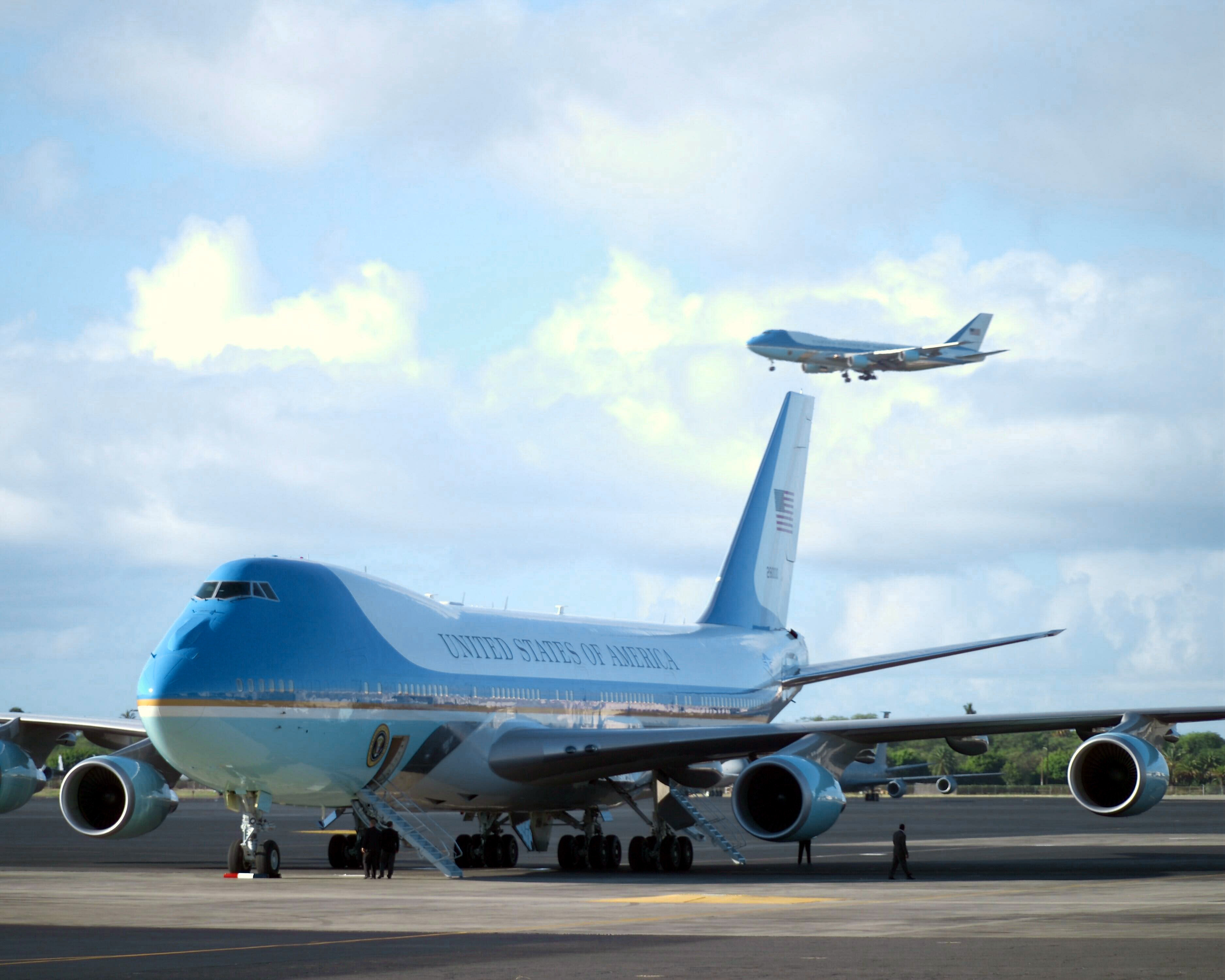
يقع سام 28000 على المنحدر بينما ينزل سام 29000 عند الاقتراب النهائي في Hickam مع جورج دبليو بوش

على الرغم من أن فترتي رونالد ريغان كرئيس لم تشهد أي تغييرات كبيرة في طائرة الرئاسة، إلا أن تصنيع نسخة الطائرة الرئاسية من 747 بدأ خلال فترة رئاسته. أصدرت القوات الجوية الأمريكية طلب تقديم في عام 1985 لطائرتين عريضتين مع ما لا يقل عن ثلاثة محركات ونطاق غير مزود بالوقود يبلغ 6000 ميل (9700) كم). بوينغ مع 747 وماكدونيل دوغلاس مع مقترحات دي سي-10 المقدمة، وأمرت إدارة ريغان بطائرتين متطابقتين 747 لاستبدال بوينغ 707 (VC-137) المتغيرات القديمة التي استخدمها. كانت التصميمات الداخلية، التي أعدتها السيدة الأولى نانسي ريغان، تذكرنا بالجنوب الغربي الأمريكي.

#### 9/11 حتى الوقت الحاضر

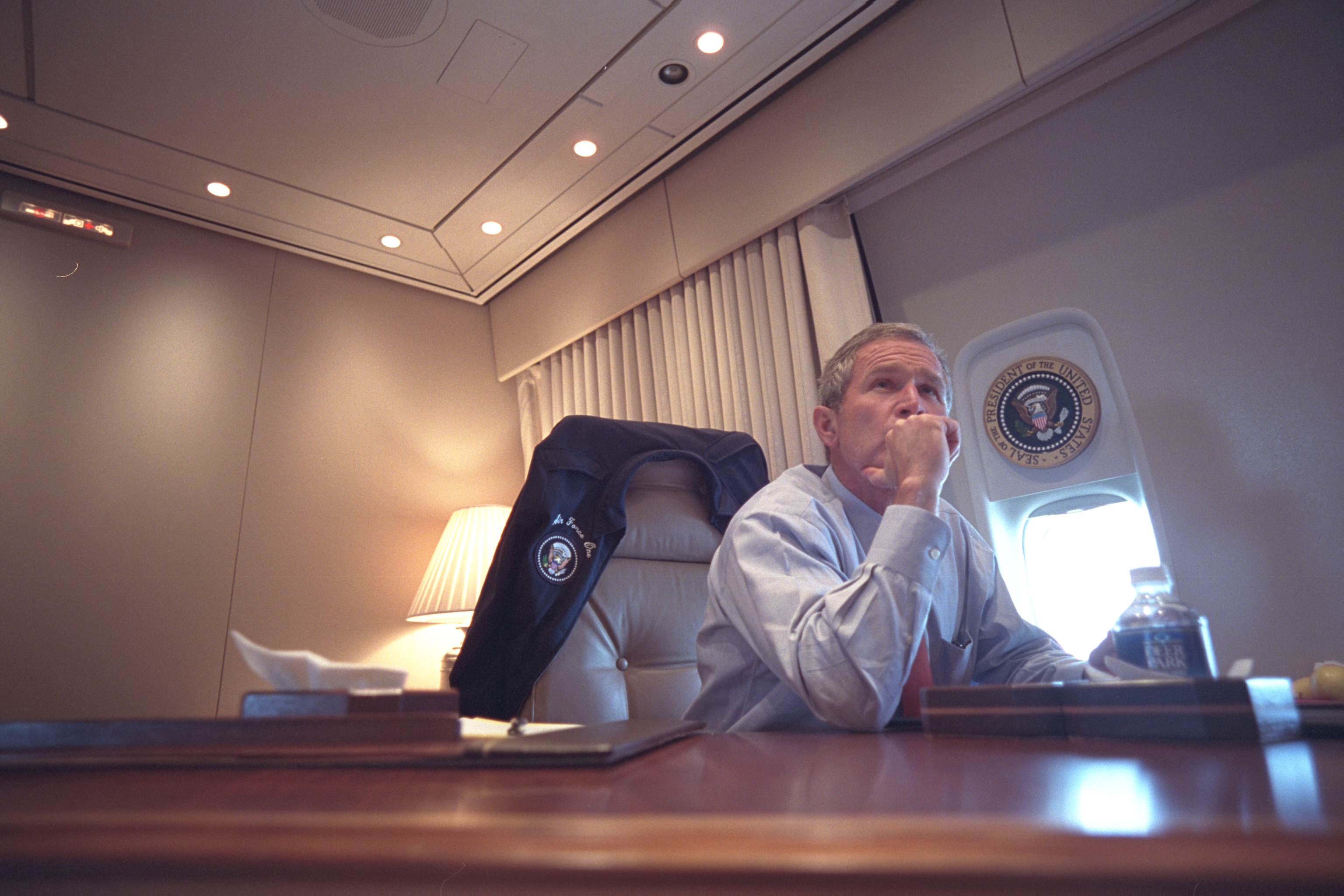
الرئيس جورج دبليو بوش على متن في سي-25 في 11 سبتمبر 2001

في 11 سبتمبر 2001، تمت مقاطعة الرئيس جورج دبليو بوش أثناء حضوره حدثًا في مدرسة إيما إي بوكر الابتدائية في ساراسوتا، فلوريدا، بعد أن ضربت طائرة البرج الجنوبي لمركز التجارة العالمي في مدينة نيويورك. أقلع على متن في سي-25 من مطار ساراسوتا برادنتون الدولي مع العقيد مارك تيلمان، الطيار الأول في طائرة الرئاسة في ذلك اليوم، المسؤول. أعطى مراقبو الحركة الجوية طائرة الرئاسة تحذيراً ينذر بالسوء بأن طائرة ركاب قريبة من طائرة الرئاسة وأنها لا تستجيب للمكالمات. يتذكر تيلمان: "عندما تجاوزنا غينزفيل، فلوريدا، تلقينا الكلمة من مركز جاكسونفيل. قالوا، 'طائرة الرئاسة، لديك حركة مرور خلفك وفوقك بشكل أساسي تنزل إليك، لسنا على اتصال بهم - لقد أغلقوا المستجيب [ك‍] قبالة. وفي ذلك الوقت، قادنا نوعًا ما إلى الاعتقاد بأنه ربما كان هناك شخص ما قادم إلينا في ساراسوتا، لقد رأونا نقلع، لقد بقوا عالياً ويتبعوننا في هذه المرحلة. لم تكن لدينا أي فكرة عن قدرات الإرهابيين في ذلك الوقت ".
ردا على هذا التهديد المبلغ عنه، العقيد. قال تيلمان إنه حلق بطائرة الرئاسة فوق خليج المكسيك لاختبار ما إذا كانت الطائرة الأخرى ستتبعه. استمرت الطائرة الأخرى في مسارها، وقال تيلمان إنه تم توضيحه لاحقًا أن طائرة فقدت جهاز الإرسال والاستقبال الخاص بها، والذي عادةً ما يبث إشارة تعريف إلكترونية، وأن الطيارين على متن الطائرة أهملوا التبديل إلى تردد لاسلكي آخر. جاء التهديد مرة أخرى عندما تلقى تيلمان رسالة تحذر من هجوم وشيك على طائرة الرئاسة. «تلقينا كلمة من نائب الرئيس والموظفين بأن» الملاك كان التالي«، مشيرًا إلى علامة الاتصال السرية للطائرة الرئاسية. بمجرد وصولنا إلى الخليج [المكسيك] ونقلوا لنا أن» الملاك كان التالي«، في تلك المرحلة طلبت دعم المقاتلين. إذا كانت طائرة ركاب جزءًا من الهجوم، فسيكون من الجيد وجود مقاتلين في الجناح للمضي قدمًا والاعتناء بنا». في هذه المرحلة، قال تيلمان إن خطة إعادة الرئيس إلى واشنطن العاصمة، تم إجهاضها وبدلاً من ذلك هبط تيلمان في قاعدة باركسديل الجوية، لويزيانا، وقاعدة أوفوت الجوية، نبراسكا، حيث ألقى الرئيس خطابًا. أوضح تيلمان أن هذا كان بسبب قلقه من أنه بسبب التهديد المبلغ عنه، ستتعرض طائرة الرئاسة للهجوم عند عودته إلى قاعدة أندروز الجوية.

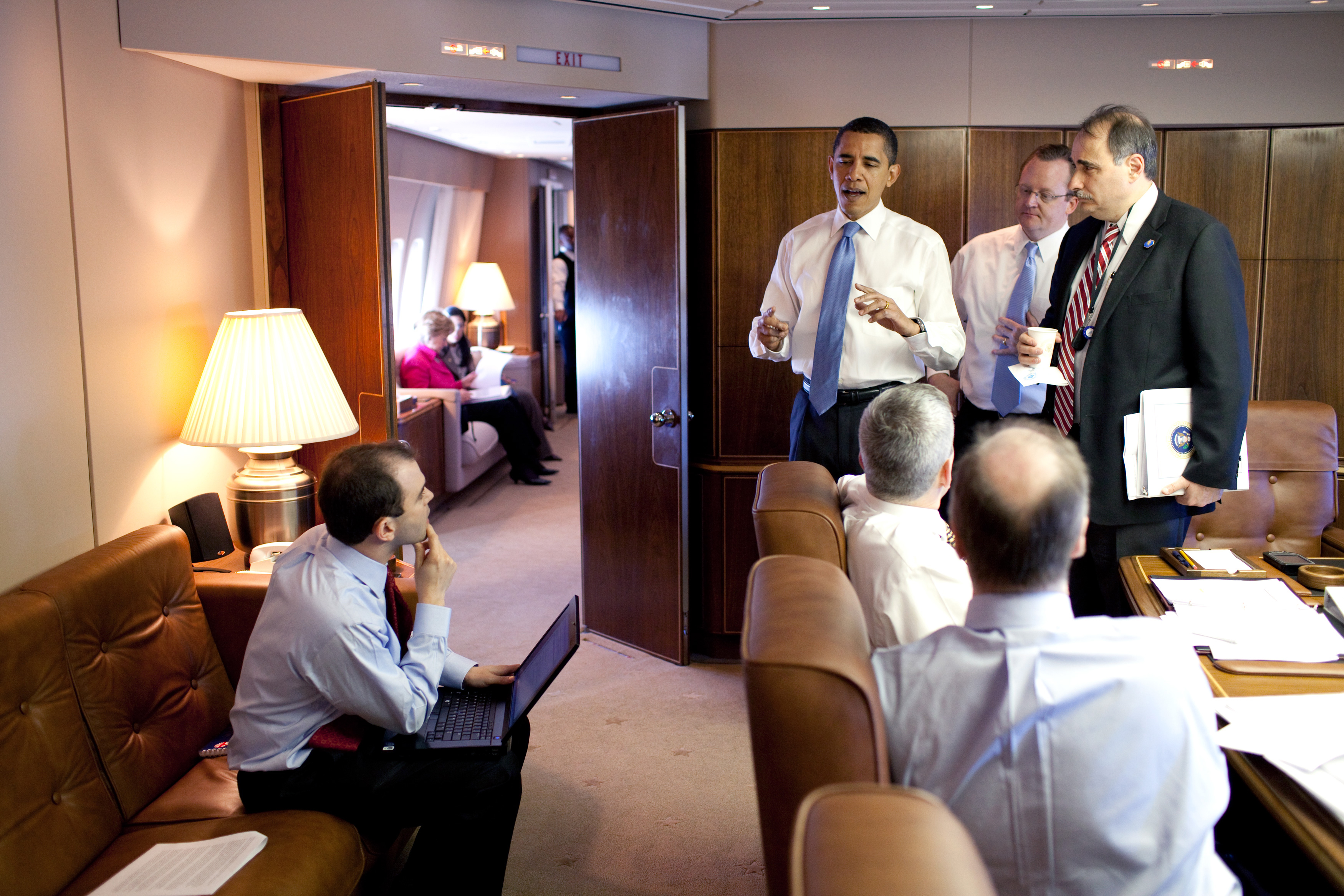
الرئيس باراك أوباما يلتقي مع الموظفين في منتصف الرحلة على متن طائرة الرئاسة، في غرفة الاجتماعات، 3 أبريل، 2009.

بعد التوقفات الأولية، أعيد الرئيس إلى واشنطن. في اليوم التالي، أوضح مسؤولون في البيت الأبيض ووزارة العدل أن الرئيس بوش فعل ذلك لأنه كانت هناك «معلومات محددة وذات مصداقية بأن البيت الأبيض وطائرة الرئاسة كانت أهدافًا مقصودة أيضًا». لم يتمكن البيت الأبيض من تأكيد الأدلة على وجود تهديد ضد طائرة الرئاسة، ووجد التحقيق أن الادعاء الأصلي كان نتيجة لسوء التواصل.

#### استخدامات أخرى

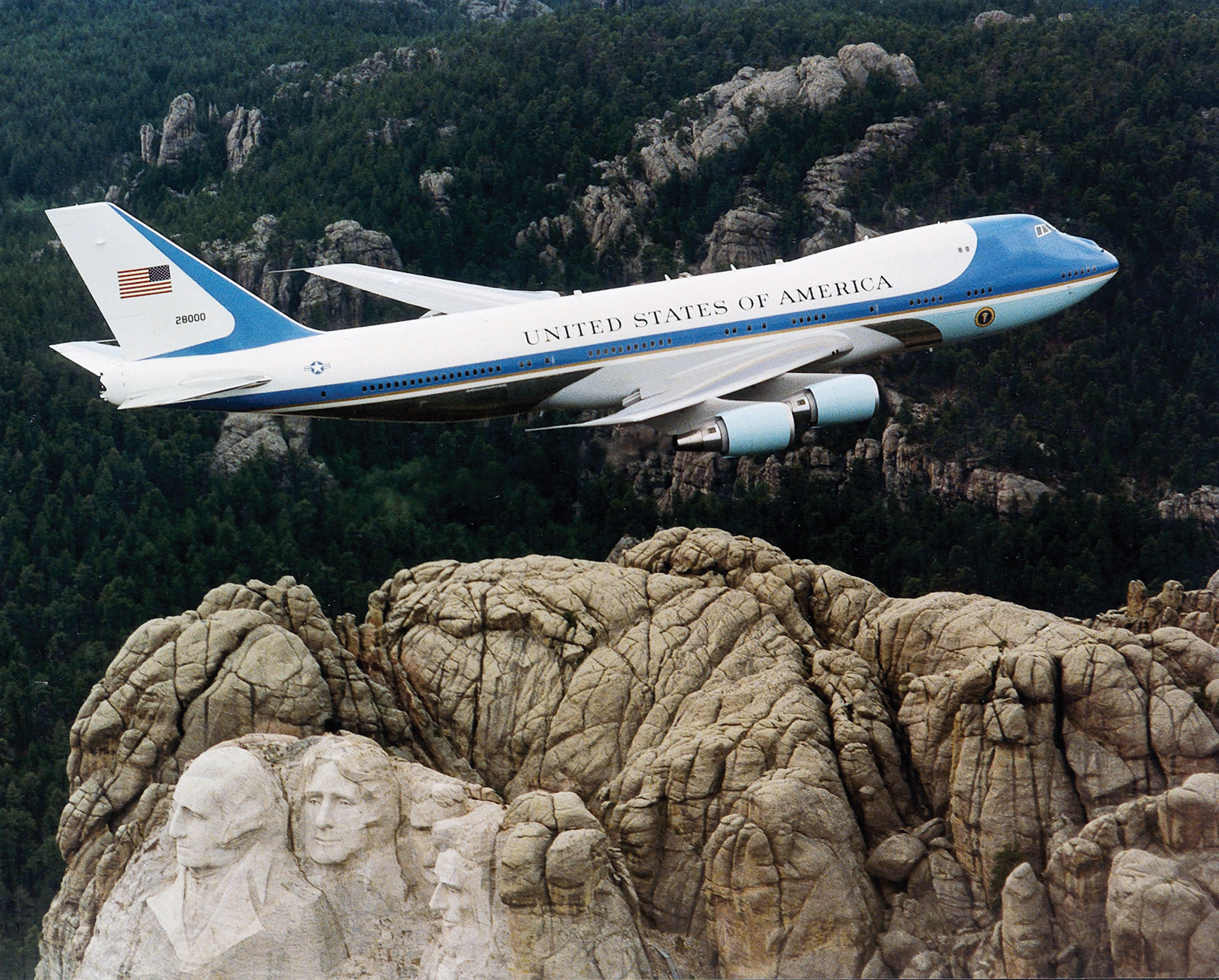
سام 28000 تحلق فوق جبل راشمور، فبراير 2001

دعا الرؤساء زعماء العالم الآخرين للسفر معهم على متن طائرة الرئاسة في بعض الأحيان، بما في ذلك دعوة نيكسون الأمين العام السوفيتي ليونيد بريجنيف للسفر معه إلى كاليفورنيا من واشنطن العاصمة في يونيو 1973. في عام 1983، قام الرئيس ريغان والملكة إليزابيث الثانية بجولة في الساحل الغربي للولايات المتحدة على متن طائرة الرئاسة. في مارس 2012، اصطحب الرئيس أوباما رئيس الوزراء البريطاني ديفيد كاميرون إلى مباراة كرة سلة في أوهايو على متن طائرة الرئاسة.
عندما وصل الرئيس بوش إلى نهاية ولايته الثانية في يناير 2009، تم استخدام في سي-25 لنقله إلى تكساس. لهذا الغرض، كان رمز نداء الطائرة سام 28000، حيث لم تكن الطائرة تحمل الرئيس الحالي للولايات المتحدة. تم إجراء ترتيبات مماثلة للرؤساء السابقين رونالد ريغان وبيل كلينتون وباراك أوباما. سافر الرئيس دونالد ترامب إلى منزله في Mar-a-Lago قبل فترة وجيزة من انتهاء فترة رئاسته، تحت علامة نداء (Air Force One).
في 27 أبريل 2009، حلقت طائرة في سي-25 تحلق على ارتفاع منخفض حول مدينة نيويورك لإجراء تصوير وتمرين تدريبي وتسببت في إثارة الذعر للكثيرين في نيويورك.

## الاستبدال المخطط

### VC-25B
سيتم استبدال (VC-25A) حيث أن تكلفة صيانة الأنظمة القديمة على هياكل الطائرات التي يبلغ عمرها 30 عامًا ومحركات جنرال الكتريك سي إف 6 الأقل كفاءة قد بدأت في تجاوز تكلفة شراء طائرة جديدة. في 28 يناير 2015، أعلن سلاح الجو أن طائرة بوينغ 747-8 ستكون الطائرة الرئاسية التالية. في 6 ديسمبر 2016، غرد الرئيس المنتخب دونالد ترامب معارضته لاستبدال طائرة الرئاسة بسبب تكلفتها العالية، «أكثر من 4 مليارات دولار». وقدر مكتب محاسبة الحكومة الأمريكية التكلفة الإجمالية بمبلغ 3.2 مليار دولار، ومن المتوقع أن تصل ميزانية القوات الجوية الأمريكية للبرنامج إلى ما يقرب من 4 مليارات دولار. في ديسمبر 2016، كانت بوينغ متعاقدة على عقد لتطوير أولي بقيمة 170 مليون دولار.
في 1 أغسطس 2017، أفاد موقع (Defense One) أنه في محاولة لدفع أقل مقابل لبرنامج الاستبدال، تعاقدت القوات الجوية الأمريكية على شراء اثنتين من طائرات خطوط ترانسايرو الجوية الروسية المفلسة من طراز بوينغ 747-8 Intercontentals من شركة بوينغ، والتي كانت تخزنها في صحراء موهافي لمنع التآكل. يجب إعادة تجهيز هذه الطائرات، التي تم اختبارها على الطيران ولكن لم يتم تسليمها مطلقًا، بمعدات الاتصالات السلكية واللاسلكية والأمن للوصول بها إلى المستوى الأمني المطلوب للطائرة الرئاسية، ولكن بدون القدرة على التزود بالوقود الجوي المطلوبة في الأصل حيث لا يمكن تعديل التعزيزات الهيكلية اللازمة على هيكل طائرة موجود.

### الطائرات الأسرع من الصوت
في سبتمبر 2020، أعلنت القوات الجوية الأمريكية عن توقيع العديد من عقود مديرية الجسر الجوي الرئاسية والتنفيذية مع مصنعي الطائرات لبدء تطوير طائرة أسرع من الصوت يمكن أن تعمل كطائرة الرئاسة. تم توقيع العقود مع إكسوسونيك وهيرميوس وبوم.

## طائرات رئاسية أخرى

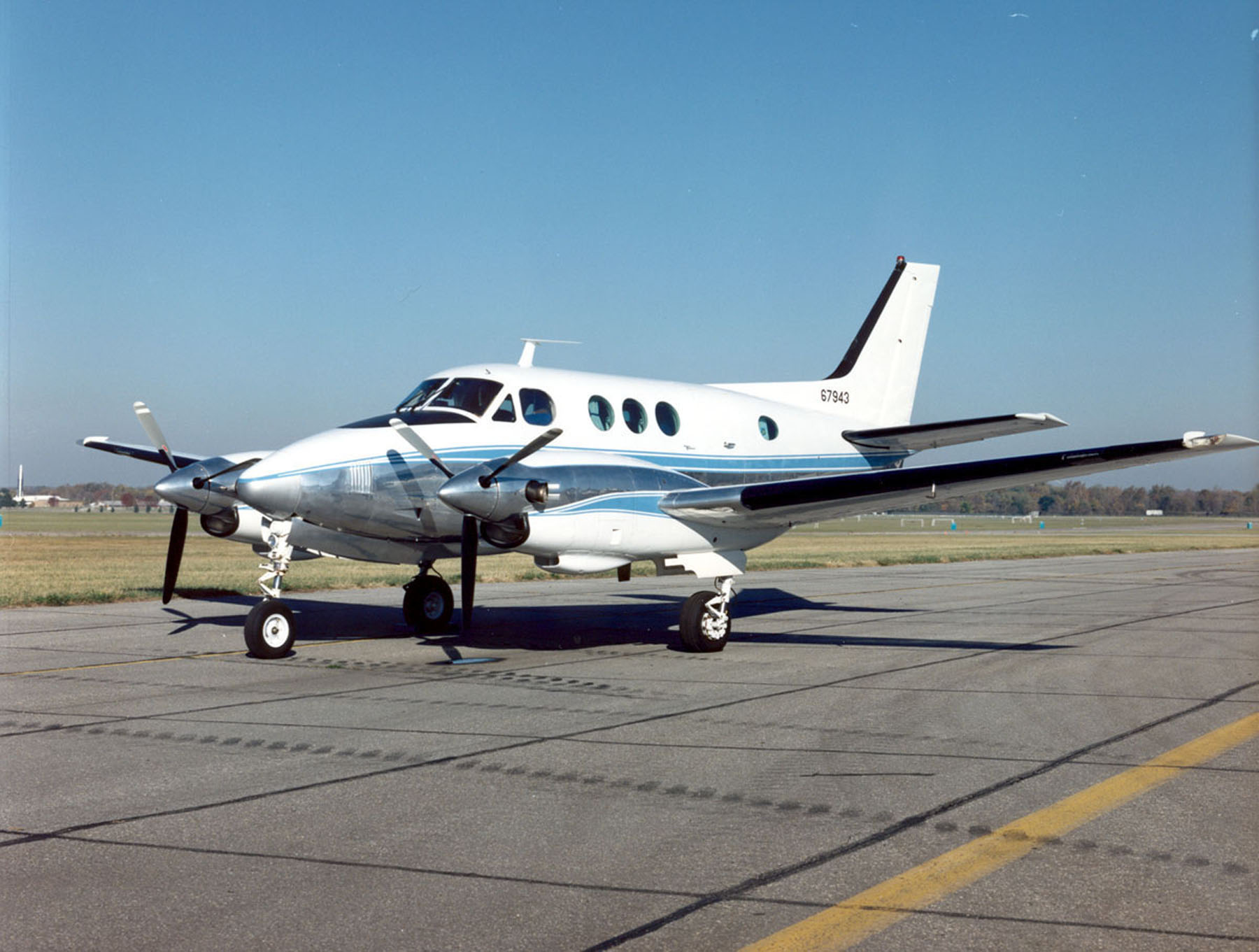
تم استخدام VC-6A كطائرة الرئاسة

خلال إدارة جونسون، حصلت القوات الجوية الأمريكية على بيتشكرافت كينغ إير بي90 والتي تم تعيينها في سي-6غيه (66-7943). تم استخدام الطائرة لنقل الرئيس جونسون بين قاعدة بيرجستروم الجوية ومزرعة عائلته بالقرب من جونسون سيتي، تكساس، واستخدمت مرة واحدة على الأقل لنقل الرئيس إلى برينستون، نيو جيرسي. تمت الإشارة إليها باسم طائرة ليدي بيرد وفي وقت لاحق في فترة خدمتها تميزت بمخطط ألوان أساسي مشابه للطائرات المدنية. عندما كان الرئيس على متن الطائرة، استخدمت الطائرة علامة النداء (Air Force One).
يونايتد إيرلاينز هي شركة الطيران التجارية الوحيدة التي قامت بتشغيل (Executive One)، وهي علامة نداء تُمنح لرحلة مدنية على متنها الرئيس الأمريكي. في 26 ديسمبر 1973، سافر الرئيس ريتشارد نيكسون وعائلته كركاب تجاريين على متن طائرة خطوط يوناتيد من طراز دي سي-10 من مطار واشنطن دالاس إلى مطار لوس أنجلوس الدولي. وأوضح موظفوه أن ذلك تم للحفاظ على الوقود من خلال عدم الاضطرار إلى قيادة طائرة بوينغ 707 الجوية المعتادة.

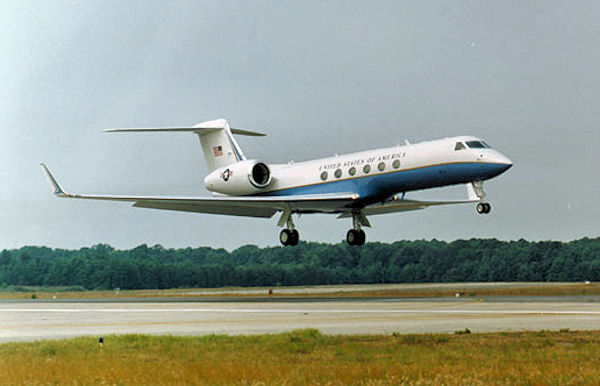
طائرة القوات الجوية الأمريكية غلف ستريم الخامسة في كسوة VIP

في نوفمبر 1999، سافر الرئيس بيل كلينتون من أنقرة، تركيا، إلى محطة جنكيز توبل الجوية البحرية خارج إزميت، تركيا، على متن طائرة تحمل علامة C-20C (غلف ستريم الثالثة) باستخدام علامة النداء (Air Force One)، برفقة ثلاث طائرات إف-16.
في 8 مارس 2000، سافر الرئيس كلينتون إلى باكستان على متن طائرة غلف ستريم 3 لا تحمل أي علامات، بينما حلقت طائرة أخرى تحمل علامة النداء (Air Force One) على نفس الطريق بعد بضع دقائق. تم الإبلاغ عن هذا التحويل من قبل العديد من وسائل الإعلام الأمريكية.
في 1 مايو 2003، طار الرئيس جورج دبليو بوش في مقعد مساعد الطيار في سرب مراقبة البحر خمسة وثلاثون (VS-35) إس-3بي فايكنغ من البحرية الجوية الجزيرة الشمالية، كاليفورنيا إلى حاملة الطائرات يو إس إس أبراهام لنكولن قبالة ساحل كاليفورنيا، حيث ألقى بوش خطابه "المهمة أنجزت". خلال الرحلة، استخدمت الطائرة إشارة رمز النداء " Navy One " لأول مرة. هذه الطائرة معروضة الآن في متحف الطيران البحري الوطني في (Naval Air Station Pensacola)، فلوريدا.

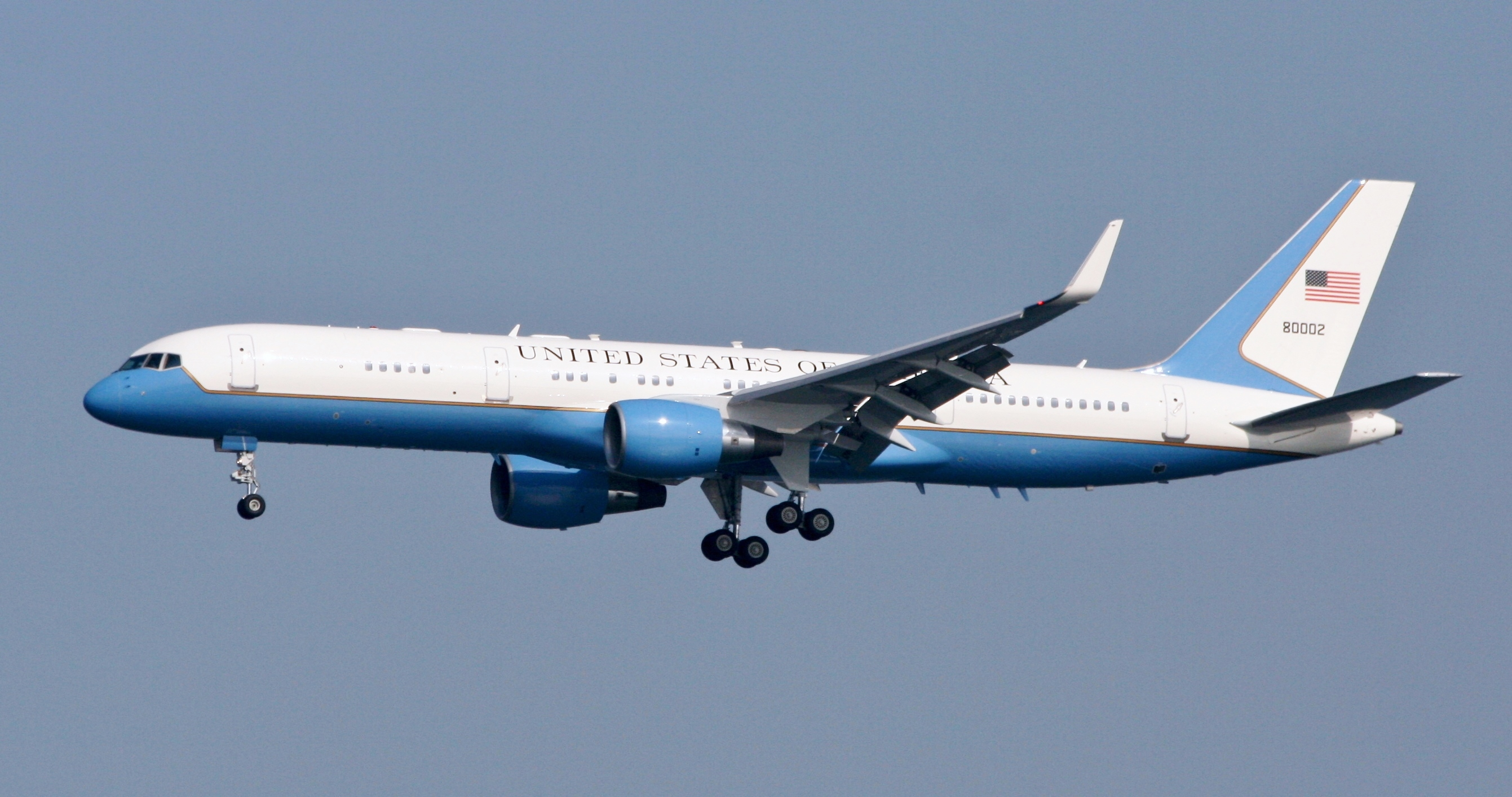
طائرة بوينغ سي 32 (بوينغ 757) تعمل في سلاح الجو الثاني

استخدم باراك أوباما متغير لف ستريم C-37 في رحلة شخصية في عام 2009 لزيارة إنتاج أغسطس ويلسون " Joe Turner's Come and Gone " في نيويورك.
عادةً ما ترافق الرئيس العديد من طائرات بوينغ سي-17 غلوب ماستر الثالثة كلما سافر، حاملة سيارات الليموزين الرئاسية وغيرها من المركبات الداعمة، وقد ترددت شائعات عن نقل الرؤساء ونواب الرئيس سراً داخل وخارج العراق وأفغانستان دون استخدام إشارة رمز النداء (Air Force One).
عندما تتطلب الظروف ذلك، يقوم الرئيس برحلات داخلية باستخدام طائرة بوينغ سي-32، أحيانًا للسماح بالوصول إلى المطارات الأصغر التي لا يمكنها دعم في سي-25 الأكبر. بدلاً من ذلك، استخدم نواب الرئيس في سي-25 في الرحلات الطويلة، والتي تستخدم بعد ذلك إشارة رمز النداء "سلاح الجو اثنين" (Air Force Two) بدلاً من ذلك.
يطير الرئيس بانتظام في طائرات هليكوبتر (إشارة استدعاء مارين 1) يديرها سلاح مشاة البحرية الأمريكي.

## طائرة معروضة

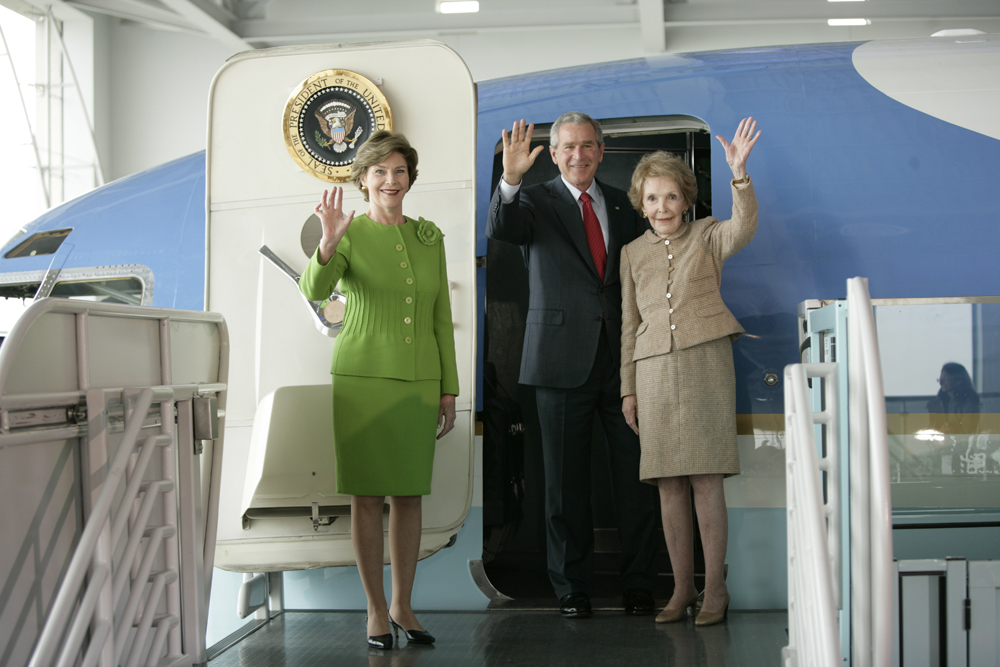
قام الرئيس جورج دبليو بوش والسيدة الأولى لورا بوش والسيدة الأولى السابقة نانسي ريغان بجولة في سام 27000، الموجود في مكتبة رونالد ريغان الرئاسية في أكتوبر 2005

يتم عرض طائرةلوكهيد جيت ستار التي استخدمها ليندون جونسون خلال فترة رئاسته في مزرعة (LBJ) (الآن حديقة ليندون بي جونسون التاريخية الوطنية) في ستونوول، تكساس. كان للمزرعة مدرج، لكنها كانت صغيرة جدًا بحيث لا تتسع لطائرة كبيرة مثل بوينغ 707. سيأخذ الرئيس جونسون طائرة الرئاسة الأكبر حجماً إلى (Bergstrom AFB) في أوستن، حيث سينتقل إلى جيت ستار الأصغر لرحلة قصيرة إلى المزرعة.
يتم عرض ماكدونيل دوغلاس VC-9C الذي استخدمه رونالد ريغان وبيل كلينتون في متحف كاسل إير في أتواتر، كاليفورنيا، بجوار قاعدة كاسل الجوية السابقة. كان (VC-9C) آخر موجودًا في متحف القيادة (DAFB Air Mobility Command) في دوفر، DE منذ عام 2011.

## مظاهر بارزة في وسائل الإعلام
يتم عرض «أير فورس ون» على أنها مجهزة بحجرة هروب لشخص واحد ومظلات للاستخدام في حالات الطوارئ من قبل رئيس الولايات المتحدة في خمسة أفلام على الأقل: الهروب من نيويورك و اختطاف طائرة الرئيس و سقوط البيت الأبيض و (Bermuda Tentacles) و اللعبة الكبيرة. ومع ذلك، فإن طائرة الرئاسة الفعلية لا تحتوي على جراب هروب أو مظلات للاستخدام في حالات الطوارئ.

## روابط خارجية
- VC-25 - صحيفة وقائع سلاح الجو الأول على موقع القوات الجوية الأمريكية
- صحيفة وقائع SAM 26000 على موقع المتحف الوطني للقوات الجوية الأمريكية
- المعرض الرئاسي، ويضم طائرة بوينغ VC-137C المعروفة باسم SAM (مهمة جوية خاصة) 26000
- صفحة Air Force One على WhiteHouse.gov
- حقائق وتاريخ 707 مثل طائرة الرئاسة و «أين هم الآن؟» على 707sim.com
- صفحة Air Force One على WhiteHouseMuseum.org
- جناح طائرة الرئاسة على موقع ReaganFoundation.org
- مكتبة ومتحف ترومان
- معرض صور القوات الجوية الأمريكية
- صفحة Air Force One على موقع Boeing
- الأمر الفني 00-105E-9، الجزء 9، الفصل 7
- صفحة Air Force One على air-force-one.fr

قالب:U.S. presidential call signs